# Coleridge (Nebraska)
Coleridge é uma vila localizada no estado americano de Nebraska, no Condado de Cedar.

## Demografia
Segundo o censo americano de 2000, a sua população era de 541 habitantes.
Em 2006, foi estimada uma população de 490, um decréscimo de 51 (-9.4%).

## Geografia
De acordo com o United States Census Bureau, a localidade tem uma área de 1,3 km², sem área coberta por água. Coleridge localiza-se a aproximadamente 475 m acima do nível do mar.

## Localidades na vizinhança
O diagrama seguinte representa as localidades num raio de 20 km ao redor de Coleridge.